# Балик Іван-Борис
Іва́н-Бори́с Ба́лик (23 вересня 1913, Гадинківці — 29 червня 1989, Ряшів, похований у Варшаві, Польща) — український історик церкви. Доктор філософії (1951). Чернець ЧСВВ (від 1929).

## Життєпис
Народився у с. Гадинківці (тоді Гусятинський повіт, Королівство Галичини та Володимирії, Австро-Угорщина, нині Гусятинського району Тернопільської області, Україна).
Навчався у семінаріях оо. Василіян, вивчав історію церкви в Академії католицької теології (1946–1951). Служив священником у Перемишлі, с. Улашківці Чортківського району (1942–1943), у Бучачі (1943–1944), Варшаві, Ярославі.
Помер у м. Ряшів, похований у м. Варшава, Польща.

## Праці
Автор низки наукових праць з історії церкви в Україні від часів князя Володимира Великого до сучасної історії Української Католицької Церкви у Польщі. Зокрема,
- Інокентій Винницький, єпископ Перемишльський, Самбірський і Сяніцький (1680—1700 рр.) [Архівовано 4 червня 2016 у Wayback Machine.] // Записки ЧСВВ. — Серія ІІ. — Секція І. — Т. XXXVIII. Рим, 1978. — С. 115.